# Fercal
Fercal è una regione amministrativa del Distretto Federale, in Brasile.